# 久木田純
久木田 純（くきた じゅん、1955年 - ）は、日本の大学教授、元国連職員。現在は関西学院大学教授、国連フォーラム共同代表。前UNICEFカザフスタン事務所所長。

## 来歴・人物
1955年、福岡県出身。福岡大学付属大濠高校、西南学院大学文学部を卒業。1978年西南学院大学非常勤講師でフルブライト交換教授の授業通訳ならびに助手を務める。1982年九州大学大学院教育心理学研究科修士課程進学。修士課程在籍中に、国際ロータリー財団国際親善フェローとして、シンガポール国立大学社会科学学部留学。1984年、修士課程を修了（教育学修士）し、同大学大学院同研究科博士課程へ進学。博士課程在籍中に外務省の若手国連職員選抜試験に合格。1986年６月、UNICEF駐モルディブ共和国事務所にJPOとして赴任。その後UNICEF駐日東京事務所代表補佐ならびに副代表代理（1988〜1989年）、駐ナミビア共和国事務所総合地域開発事業官（1989〜1992年）、駐日東京事務所副所長（1992年〜1998年）、駐バングラデシュ事務所副代表および上級事業調整官（1998年〜2002年）、ニューヨーク本部事業資金部上級アドバイザー（2002〜2007年）、駐東ティモール事務所代表（2007年9月〜2011年）、UNICEF駐カザフスタン事務所代表（2011年〜2015年）を歴任し、2015年1月定年退官。ニューヨーク本部赴任中の2003年、世界ポリオ根絶事業への国連、世界銀行、ロータリー財団、ゲイツ基金の連携枠組み構築に対し、UNICEFを代表して世界銀行総裁賞（Excellence in Financial Innovation）を受賞する。駐東ティモール事務所赴任中の2011年には、ジョゼ・ラモス・ホルタ東ティモール大統領（当時）より、独立間もない同国において平和構築と人道、経済社会開発への積極的な貢献が評価され、同国の外国人への栄典としては最高位である東ティモール共和国勲章（Ordem de Timor-Leste Insignia）を受勲した。また、2011年8月〜2015年1月まで、UNICEF駐カザフスタン事務所代表・事務所長、国連駐在調整官代理、EU・欧州評議会との共同事業およびユニセフ欧州・中央アジア防災会議議長も担当。2015年1月末、国連を定年退官した。2015年9月〜現在　関西学院大学学長直属SGU招聘客員教授。
2004年に、国連が取り組む地球規模の問題解決への日本での理解と人材育成を促進するために、情報共有と議論の場の提供を目的とした「国連フォーラム」を同年10月24日（国連の日）に田瀬和夫ら同志と創設。代表幹事・共同代表を務めている。

## 略歴
1978年3月　西南学院大学文学部卒業
1978年4月　西南学院大学非常勤講師　フルブライト交換教授付授業通訳・助手
1981年4月　九州大学大学院教育学研究科修士課程入学
1981年6月　シンガポール国立大学社会科学学部留学
1982年3月 シンガポール国立大学社会科学学部留学 卒業
1984年3月　九州大学大学院教育心理学研究科修士課程入学修士課程修了（教育学修士）
1984年4月　九州大学大学院教育心理学研究科修士課程入学博士課程入学

## 職歴
【国際連合関係】
1986年6月〜1988年4月　UNICEF駐モルディブ共和国事務所事業補佐官・所長代行
1988年5月〜1989年9月　UNICEF駐日東京事務所代表補佐・副代表代理
1989年10月〜1992年11月　UNICEF駐ナミビア共和国事務所総合地域開発事業官、国連ナミビア移行支援ミッションUNTAG傘下
1992年12月〜1998年11月　UNICEF駐日東京事務所副所長
1998年12月〜2002年3月　UNICEF駐バングラデシュ事務所副代表、上級事業調整官
2002年4月〜2007年8月　UNICEFニューヨーク本部事業資金部上級アドバイザー
2007年9月〜2011年7月　UNICEF駐東ティモール事務所代表・事務所長、国連東ティモール統合ミッションUNMIT傘下、国連常駐調整官・国連人道調整官代理
2011年8月〜2015年1月　UNICEF駐カザフスタン事務所代表・事務所長、国連常駐調整官代理、EU・欧州評議会との共同事業およびユニセフ欧州・中央アジア防災会議議長も担当。2015年1月末、国連を定年退官
2015年9月〜現在　関西学院大学学長直属SGU招聘客員教授
【教育機関】
1996年4月 東京大学大学院医学系研究科非常勤講師「ユニセフの母子保健戦略」
1998年4月 東京大学教育学部非常勤講師、国際教育論「開発と教育」（同年９月まで）
2006年4月〜2013年3月 広島大学大学院国際協力研究科国際環境協力プロジェクト研究センター海外アドバイザー
2008年〜2014年3月　広島平和構築人材育成センター（HPC）研修員メンター
2009年〜2014年3月　広島大学平和科学研究センター客員研究員・グローバルインターンシップ推進拠点形成アドバイザー

## 社会的活動
ニューヨーク国連日本人職員会会長
国連フォーラム共同幹事・創設幹事

## 所属学会
日本グループ・ダイナミクス学会（1989年12月まで、1981年から1986年まで同学会「実験社会心理学研究」編集幹事）
国際開発学会、日本国際連合学会、日本社会心理学会、グローバル人材育成教育学会会員

## 賞罰
国際ロータリー財団国際親善フェロー
世界銀行総裁賞（世界ポリオ根絶事業への国連・世銀・ロータリー財団・ビルゲイツ財団基金の連携枠組み構築に対し、UNICEFを代表して受賞）
東ティモール共和国勲章受勲

## 技能・資格
国連本部公用語「中国語」技能証明合格 

## 著書
久木田純「第２章　対人相互作用「公平と公正」」狩野素朗著『個と集団の社会心理学』ナカニシヤ出版、1985年　
久木田純「第５章医療コストの受益者負担と自己管理」社会開発研究会編『入門社会開発—住民が主役の途上国援助』国際開発ジャーナル、1995年　
久木田純「第８章開発援助と心理学」佐藤寛編『援助研究入門—援助現象への学際的アプローチ』アジア経済研究所、1998年　
久木田純・渡辺文雄共編著『現代のエスプリNo.376エンパワーメント：人間尊重社会の新しいパラダイム』至文堂、1998年
久木田純著『東ティモールの現場から：子どもと平和構築』木楽舎ソトコト新書、2012年

## 論文
久木田純「集団間関係ならびに個人・集団の達成度が集団内・集団間の報酬分配におよぼす効果」、実験社会心理学研究第２３巻、1984年、125-137ページ
久木田純・狩野素朗「報酬分配事態における状況規範のとり入れおよび印象操作機制の実験的検討」、九州大学教育学部紀要第２９巻、1985年、121-127ページ

## 報告書など
久木田純「概説・エンパワーメントとは何か」『現代エスプリNo 376』至文堂、1998年、10−34ページ
同「植民地主義とアパルトヘイト」44-61ページ
同「総括・エンパワーメントのダイナミックスと社会変革」183−194ページ
ワシントンDC開発フォーラム「開発パートナーシップにおける日本のリーダーシップー日本・UNICEF事業協力を例に考える」政策研究大学院大学、2002年
No13
「国際協力に必要なコア・コンピテンシーとはー国際協力の現場から」『外交フォーラム2007年１月号』、都市出版、2007年
久木田純「開発パラダイムはシフトしたかー国際協力と研究者：現場から望むこと」『アジ研ワールド・トレンド　2010年9月号』、アジア経済研究所、2010年
「ポスト２０１５開発アジェンダのゆくえ：地球規模開発アジェンダ作りに参加しよう」、国連フォーラム「私の提言」第３２回、2013年

## 講演
久木田純「国際協力のためのコンピテンシーをどう養うか」、シンポジウム「流動化する国際社会で活躍できる人材育成にむけて－海外インターンシップのこれから」「魅力ある大学院教育」イニシアチブ、広島大学大学院国際協力研究科、2007年（基調講演）
久木田純「国連でインターンのすすめ」、外務省・国連フォーラム共催「国連インターン・セミナー」、日本ユニセフ協会、2009年（基調講演）　
「国際現場でのコミュニケーション力」、西南学院大学、2012年（講演）
「地球規模課題の解決へ貢献するグローバル人材とは？国連職員に求められるコンピテンシー」、早稲田大学大学院アジア太平洋研究科、2013年（セミナー）
"From the Millennium Development Goals to the Post-2015 Development Agenda"、Waseda GSAPS Seminar Lecture、Waseda University Graduate School of Asia-Pacific Studies、2013年（セミナー）

## 翻訳
キャサリン・H・ラヴェル著、久木田由貴子・久木田純訳『マネジメント・開発・NGO：学習する組織BRACの貧困撲滅戦略』新評論、2001年